# ميلاو
ميلاو (بالألمانية: Mellau) هي بلدة تقع في غابة بريغنز في أقصى غرب ولاية فورارلبرغ النمساوية.